# Гімнури
Гімнури (Galericinae) — підродина комахоїдних ссавців родини їжакових (Erinaceidae).
Викопні види відомі з еоцену Євразії та Африки. Сучасні види поширені у Східній та Південно-Східній Азії.

## Звички
Вони харчуються в основному комахами і черв'яками, але дієта може іноді включаюти в себе як дрібні хребетні (амфібії, рептилії і навіть гризуни), фрукти та гриби. Активність в основному, але не виключно, нічна.

## Опис
По зовнішньому вигляді більше нагадує великих щурів ніж їжаків. У них довге тіло та хвіст, велика голова. Очі й вуха добре розвинені, довгий ніс допомагає краще вловлювати запах. Шерсть м'ягка та густа, без колючок. 

## Класифікація
- Рід Deinogalerix (викопний)
- Рід Galerix (викопний)
- Рід Proterix (викопний)
- Рід Echinosorex
  - Echinosorex gymnura
- Рід Hylomys
  - Hylomys megalotis
  - Hylomys parvus
  - Hylomys suillus
- Рід Neohylomys
  - Neohylomys hainanensis
- Рід Neotetracus
  - Neotetracus sinensis
- Рід Podogymnura
  - Podogymnura aureospinula
  - Podogymnura truei